# Fuera del cuerpo
Pour plus de détails, voir Fiche technique et Distribution.
Fuera del cuerpo est un film espagnol réalisé par Vicente Peñarrocha, sorti en 2004.

## Synopsis
Bruno, membre de la garde civile est accro à la cocaïne et traverse une crise amoureuse. Grâce à coupon de la ONCE[Quoi ?], il découvre qu'il existe plusieurs niveaux de réalité. Il trouve que sa vie ressemble à un film dont il serait le personnage.

## Fiche technique
- Titre : Fuera del cuerpo
- Réalisation : Vicente Peñarrocha
- Scénario : Vicente Peñarrocha
- Photographie : José David Montero
- Montage : Luis Manuel del Valle
- Production : Eduardo Campoy (producteur délégué)
- Société de production : Creativos Asociados de Radio y Televisión et Tornasol Films
- Pays :  Espagne
- Genre : Comédie, fantastique et thriller
- Durée : 104 minutes
- Dates de sortie : 
  - Espagne : 13 août 2004

## Distribution
- Gustavo Salmerón (en) : Bruno / Álex
- Goya Toledo : Bárbara / Julia
- José Coronado : Marcos / Adolfo
- Juan Sanz : David / Juanma
- Rocío Muñoz-Cobo : Rosa / Carmen
- Elia Galera : Esther
- Guillermo Ortega : Juan
- Lula Legorburu : Mamen
- Sonia Jávaga : Natalia
- María Valverde : Cuca
- Javier Dorado : Jose
- Eduardo Marchi : Busquets
- Luisa Villareal : Lydia

## Distinctions
Le film a été nommé au prix Goya du meilleur nouveau réalisateur.